# Daniel Babor
Daniel Babor is een Tsjechisch baan- en wegwielrenner. Sinds 2023 komt hij uit voor Caja Rural-Seguros RGA. 

## Carrière
Tussen 2016 en 2021 was Babor actief in het baanwielrennen. Op het Europees kampioenschap baanwielrennen in 2019 won hij zilver op het onderdeel scratch bij de beloften. In 2021 won hij brons op zowel omnium als het scratch onderdeel, eveneens bij de beloften. In 2021 won hij ook drie gouden medailles (afvalkoers, omnium en puntenkoers) en een bronzen medaille (achtervolging) op het nationaal kampioenschap baanwielrennen.
Zijn eerste professionele contract bij een wegwielrenploeg kreeg Babor in 2018. Dit was bij TUFO-Pardus Prostějov. Tot en met 2021 zou hij actief zijn voor deze ploeg. In 2022 maakte hij voor één seizoen de overstap naar Elkov-Kasper. Waarna hij in 2023 ging rijden voor het Spaanse Caja Rural-Seguros RGA. In de start van zijn eerste seizoen was hij betrokken bij een valpartij in de eerste etappe van de Ronde van Alentejo. Hier liep hij een gebroken sleutelbeen op. Één seizoen later haalde hij zijn gram en won hij de derde etappe in dezelfde Portugese wedstrijd.

## Palmares

### Op de baan
| Jaar        | TK                                                | EK               | WK          | Overige     |             |
| Als belofte | Als belofte                                       | Als belofte      | Als belofte | Als belofte | Als belofte |
| ----------- | ------------------------------------------------- | ---------------- | ----------- | ----------- | ----------- |
| 2019        |                                                   | scratch          |             |             |             |
| 2020        |                                                   |                  |             |             |             |
| 2021        |                                                   | scratch · omnium |             |             |             |
| Als elite   |                                                   |                  |             |             |             |
| 2021        | afvalkoers · omnium · puntenkoers · achtervolging |                  |             |             |             |

### Op de weg
2021
4e etappe Ronde van Roemenië
2022
2e en 5e etappe Ronde van Roemenië
1e etappe Ronde van Loir-et-Cher
Puntenklassement Ronde van Loir-et-Cher
2023
4e etappe Ronde van Portugal
Puntenklassement Ronde van Portugal
4e etappe Ronde van Langkawi
2024
3e etappe Ronde van Alentejo

## Ploegen
- 2018 –  Pardus-TUFO Prostějov
- 2019 –  TUFO-Pardus Prostějov
- 2020 –  TUFO-Pardus Prostějov
- 2021 –  TUFO-Pardus Prostějov
- 2022 –  Elkov-Kasper
- 2023 –  Caja Rural-Seguros RGA
- 2024 –  Caja Rural-Seguros RGA
- 2025 –  Caja Rural-Seguros RGA

Amezqueta · Aular · Babor · Balderstone · Barceló · Barrenetxea · Bárta · Cepeda · Etxeberria · García · González · Hailemichael · Johnston · Leitão · López · Martín · Murguialday · Nicolau · Pira · Prades ·Schlegel  · Sorarrain (vanaf 31/7) · Guardeño (stagiair) · Ibáñez (stagiair) · Silva (stagiair)
Arriola-Bengoa · Aular · Babor · Balderstone · Barceló · Bárta · Berwick · Cepeda · Etxeberria 
· Fernández · González · Guardeño · Hailemichael · Johnston · Leitão · López · Murguialday · Nicolau · Prades ·Schlegel · Silva · Sorarrain · Díaz (stagiair) · Ibáñez (stagiair)